# Cantón Paján
Cantón Paján är en kanton i Ecuador.   Den ligger i provinsen Manabí, i den västra delen av landet, 260 km sydväst om huvudstaden Quito. Antalet invånare är 35 192. Arean är 1 078 kvadratkilometer.
Terrängen i Cantón Paján är kuperad.